# Saku (Estland)
Saku (offiziell: Saku vald; deutsch: Sack) ist eine Landgemeinde im estnischen Kreis Harju mit einer Fläche von 171 km². Sie hat 11.986 Einwohner (Stand: 1. Januar 2025).

## Wirtschaft und Infrastruktur
Berühmt ist Saku für sein gleichnamiges Bier, das seit 1878 dort industriell gebraut wird. Die Brauerei Saku Õlletehase AS, die größte und älteste Estlands, ist der mit Abstand bedeutendste Arbeitgeber der Gemeinde.

## Städte & Dörfer
Neben dem Hauptort Saku und dem Ort Kiisa gehören zur Gemeinde die Dörfer Jälgimäe, Juuliku, Kajamaa, Kirdalu, Kurtna, Lokuti, Männiku, Metsanurme, Rahula, Saue, Saustinõmme, Tagadi, Tõdva und Üksnurme.

## Sehenswürdigkeiten
Besonders sehenswert ist das Gutshaus von Saku (Gutshaus Sack), das 1825 bis 1830 im klassizistischen Stil erbaut wurde. Es wurde von 1960 bis 1984 aufwendig restauriert.

## Söhne und Töchter Sakus
- Peter von Glehn (1835–1876), deutschbaltischer Botaniker, Forschungsreisender, Geograph und Hydrograph
- Nikolai von Glehn (1841–1923), deutschbaltischer Gutsherr und Architekt
- Oskar Suursööt (1893–1942), Politiker
- Jaak Urmet (* 1979), Schriftsteller, Kritiker und Kinderbuchautor
- Grit Šadeiko (* 1989), Siebenkämpferin
- Rait Ärm (* 2000), Radrennfahrer